# Gonzaga (Cagayan)
Pour les articles homonymes, voir Gonzaga (homonymie).
Gonzaga est une municipalité de la province de Cagayan, aux Philippines.

## Barangays
Gonzaga compte 25 barangays.
| - Amunitan - Batangan - Baua - Cabanbanan Norte - Cabanbanan Sur - Cabiraoan - Callao - Calayan - Caroan - Casitan - Flourishing (Pob.) - Ipil - Isca | - Magrafil - Minanga - Rebecca (Nagbabacalan) - Paradise (Pob.) - Pateng - Progressive (Pob.) - San Jose - Santa Clara - Santa Cruz - Santa Maria - Smart (Pob.) - Tapel |